# Paraliparis entochloris
Paraliparis entochloris és una espècie de peix pertanyent a la família dels lipàrids.
Fa 8,7 cm de llargària màxima.
És un peix marí, de clima temperat i demersal que viu entre 183 i 200 m de fondària.
Es troba al sud del mar d'Okhotsk.
És inofensiu per als humans.